# 215 aC
El 215 aC va ser un any del calendari romà prejulià. A la República i a l'Imperi Romà es coneixia com l'Any del Consolat de Grac i Albí (o també any 539 Ab urbe condita). L'ús del nom «215 aC» per referir-se a aquest any es remunta a l'alta edat mitjana, quan el sistema Anno Domini va ser el mètode de numeració dels anys més comú a Europa.

## Esdeveniments

### Antiga Grècia
- Evandre, un filòsof grec nadiu de Focea, era deixeble i és successor (escolarca) de Lacides al capdavant de l'Acadèmia platònica.[2][3]

### Antiga Roma
- Aquest any són elegits cònsols Tiberi Semproni Grac i Luci Postumi Albí.[4]
- Luci Postumi Albí no arriba a prendre possessió del consolat, perquè els bois el derroten al bosc de Litana, a la Gàl·lia Cisalpina, per on passava amb un exèrcit de 25.000 homes, i mor en la batalla. Els bois li tallen el cap, i després de revestir el crani d'or, el dediquen als déus, i l'utilitzen com a vas sagrat.[5][6]
- Marc Claudi Marcel, que era procònsol a la Campània, és escollit cònsol a la mort de Postumi Albí, però el Senat no accepta dos cònsols plebeus i rebutja l'elecció dels comicis amb l'excusa d'auguris desfavorables. Marcel obeeix i renuncia a l'elecció, retornant a Campània com a procònsol.[7]
- Quint Fabi Màxim Berrugós és elegit cònsol per tercera vegada i assola la Campània, començant el setge de Càpua.
- Segona batalla de Nola. Marc Claudi Marcel davant de Nola, ataca per sorpresa l'exèrcit cartaginès. Els cartaginesos es reagrupen igualant la batalla. Una gran tempesta obliga als dos exèrcits a abandonar la lluita durant dos dies. Hanníbal ordena el saqueig dels camps del voltant de la ciutat i Marcel disposa les tropes en ordre de batalla. El xoc, igualat en principi, dona la victòria als romans, animats pels ciutadans de Nola, i els cartaginesos ordenen la retirada.[8]
- Marc Valeri Leví és pretor peregrí, però per la derrota romana en la batalla de Cannes del 216 aC tots els funcionaris civils tenen comandaments militars i se li encarrega la direcció d'unes legions que havien tornat de Sicília i que estaven estacionades a la Pulla (a Lucèria), i també una flota de 25 galeres, per controlar la costa de Brundusium a Tàrent. Intercepta uns ambaixadors de Filip V de Macedònia que anaven a veure a [Hanníbal, els fa presoners i els envia a Roma.[9]
- Tiberi Semproni Grac comanda els volones romans i aliats i travessa el riu Vulturnus. Estableix el campament prop de Liternum on entrena i disciplina les tropes. S'assabenta de què els campanis havien de tenir una assemblea a Hames i va a Cumes on acampa. Llença un inesperat atac contra l'assemblea i mata 2000 campanis amb el seu comandant Mari Alfi. Retorna a Cumes i acampa no lluny d'Hanníbal que era a Tifata. Hanníbal assetja Cumes i Semproni Grac, queda aïllat a la ciutat. Fa una sortida que ocasiona nombroses baixes als cartaginesos, i torna darrere els murs. Hanníbal aixeca el setge i torna a Tifata. Grac marxa a Lucèria, a la Pulla.[10]
- Api Claudi Pulcre, pretor aquest any, dirigeix un exèrcit a Sicília per trencar l'aliança de Jerònim de Siracusa, net de Hieró II, amb els cartaginesos, però sense èxit.[11]
- Augmenta el Tributum al doble del que es pagava. Era un impost sobre la propietat, per cobrir les despeses de la guerra.[12]

### Hispania
- Batalla d'Hibera, en el curs de la Segona Guerra Púnica, més coneguda com a batalla de Dertosa, entre Hasdrúbal Barca i els germans Publi i Gneu Corneli Escipió, a les proximitats d'Ibera, al sud del riu Ebre. Els romans fan col·lapsar la línia cartaginesa i guanyen la batalla.[13]

## Naixements
- Cleòpatra I, filla del selèucida Antíoc III el Gran i de Laodice III, i germana de Seleuc IV Filopàtor i d'Antíoc IV. Es casarà amb Ptolemeu V Epífanes i serà reina d'Egipte (data aproximada).[14][15]

## Necrològiques
- Hieró II tirà de Siracusa als 92 anys. El succeeix el seu net Jerònim de Siracusa.[16]